# Samsung Telecommunications
Samsung Telecommunications é uma subsidiária da Samsung Electronics, que integra o conglomerado Samsung, e abrange as seguintes unidades de negócio: Comunicações Móveis, Sistemas de Telecomunicações, Computadores, MP3, Soluções Móveis e Pesquisa e Desenvolvimento em Telecomunicações. A empresa fabrica uma variedade de produtos, que incluem celulares e outros dispositivos móveis, como tocadores de MP3 e notebooks, além de infraestrutura de rede de telecomunicações. A sede está localizada em Suwon, na Coreia do Sul.
Fundada em 1977 como Telecommunication Network, a Samsung Telecommunications tornou-se a segunda maior produtora de dispositivos móveis do mundo em 2007. Em 2012, a Samsung liderava o mercado de dispositivos que utilizam o sistema operacional móvel Android do Google, com uma fatia de 46%.
Em 2016, a Samsung sofreu um grande contratempo com o recall do Samsung Galaxy Note 7, que apresentava problemas de superaquecimento e explosão.
A Samsung lançou seu primeiro celular na Índia em 2004. Em 2008, a Samsung Electronics' Telecommunication Business anunciou sua nova estratégia de negócios voltada para o consumidor e o marketing. Os celulares da Samsung são classificados em seis categorias principais: Estilo, Entretenimento, Multimídia, Conectado, Essencial e Negócios.